# 杨雪梅
杨雪梅（1970年9月—2023年12月13日），河南滑县人，汉族，中华人民共和国政治人物、第十二届全国人民代表大会河南地区代表。曾任黃河科技學院院長。
毕业于武汉大学管理与科学工程专业。加入中国民主建国会。2013年，担任全国人大代表。2018年2月24日，当选为第十三届全国人大代表。
2023年12月13日逝世，终年53岁。